# Nancy Zaragoza
Nancy Zaragoza Zapata (n. Distrito Federal, México, 27 de julio de 1994) es una futbolista mexicana. Juega de mediocampista y su actual equipo es el Tijuana Femenil de la Liga MX Femenil.

## Trayectoria
Inició su trayectoria en el fútbol a los 11 años con el equipo varonil de América Ale, con el cual jugó en la Cuarta División hasta la edad de los 18 años. Simultáneamente, ingresó al Club Laguna Femenil, con el cual consiguió el tercer lugar en la Olimpiada Nacional del 2007, el campeonato en la Copa México Telmex en el 2009,  y el subcampeonato en la Liga Nacional Libre Femenil en el 2010.
Formó parte de la selección universitaria de la Universidad Nacional Autónoma de México.  Al finalizar su etapa universitaria, fue convocada por el Club Universidad Femenil como parte de la platilla para el primer torneo de la Liga MX Femenil, en la cual debutó el  28 de julio de 2017 contra el equipo de Pachuca. on este mismo club, fue campeona  de la Liga Mayor Femenil en el 2017.
En enero de 2019 fichó con Cruz Azul para el Clausura 2019 en donde tuvo una participación destacada: fue referente, titular y llegó a ser capitana en algunas actuaciones. Luego de un torneo, el 28 de mayo anunció su salida del club cementero habiendo participado más del 80% de los minutos.
Para el 8 de junio de 2019 se anunció su incorporación a las Rayadas del Monterrey.

## Clubes
| Club                 | País   | Año             |
| -------------------- | ------ | --------------- |
| Universidad Nacional | México | 2017 - 2018     |
| Cruz Azul            | México | 2019            |
| Monterrey            | México | 2019 - 2020     |
| Tijuana              | México | 2020 - presente |

## Estadísticas

### Clubes
Actualizado al último partido jugado el 3 de mayo de 2021.
| UNAM · México                               | 1.ª                 | 2017                | 0  | 0 | 3 | 0 | — | — | 3  | 0 | 0.00 |
| UNAM · México                               | 1.ª                 | 2017-18             | 22 | 1 | — | — | — | — | 22 | 1 | 0.05 |
| UNAM · México                               | 1.ª                 | 2018                | 13 | 0 | — | — | — | — | 13 | 0 | 0.00 |
| UNAM · México                               | Total               | Total               | 35 | 1 | 3 | 0 | 0 | 0 | 38 | 1 | 0.03 |
| Cruz Azul · México                          | 1.ª                 | 2019                | 14 | 0 | — | — | — | — | 14 | 0 | 0.00 |
| Cruz Azul · México                          | Total               | Total               | 14 | 0 | 0 | 0 | 0 | 0 | 14 | 0 | 0.00 |
| Monterrey · México                          | 1.ª                 | 2019-20             | 13 | 0 | — | — | — | — | 13 | 0 | 0.00 |
| Monterrey · México                          | Total               | Total               | 13 | 0 | 0 | 0 | 0 | 0 | 13 | 0 | 0.00 |
| C. Tijuana · México                         | 1.ª                 | 2020-21             | 24 | 2 | — | — | — | — | 24 | 2 | 0.08 |
| C. Tijuana · México                         | Total               | Total               | 24 | 2 | 0 | 0 | 0 | 0 | 24 | 2 | 0.08 |
| Total en su carrera                         | Total en su carrera | Total en su carrera | 86 | 3 | 3 | 0 | 0 | 0 | 89 | 3 | 0.03 |
| (3) No incluye goles en partidos amistosos. |                     |                     |    |   |   |   |   |   |    |   |      |

## Palmarés

### Títulos nacionales
| Título          | Club      | País   | Año  |
| --------------- | --------- | ------ | ---- |
| Liga MX Femenil | Monterrey | México | 2019 |